# バザン＝バセ
バザン＝バセ （Bas-en-Basset）は、フランス、オーヴェルニュ＝ローヌ＝アルプ地域圏、オート＝ロワール県のコミューン。

## 地理
44の村落で構成されるコミューンには、ロワール川が流れる。池の点在する台地がロワール川から西の丘へと伸びる。これらの池はロワール川から砂が集中的に掘り出された後に生じた。空洞は水で満たされ、動植物が保護される住処となった。

## 人口統計
| 1962年 | 1968年 | 1975年 | 1982年 | 1990年 | 1999年 | 2006年 | 2012年 |
| ------ | ------ | ------ | ------ | ------ | ------ | ------ | ------ |
| 2178   | 2280   | 2303   | 2521   | 2955   | 3344   | 3875   | 4286   |

source=1999年までLdh/EHESS/Cassini、2004年以降INSEE

## 史跡
- ロシュバロン城 - バザン＝バセの平地を支配するように高台にたつ。

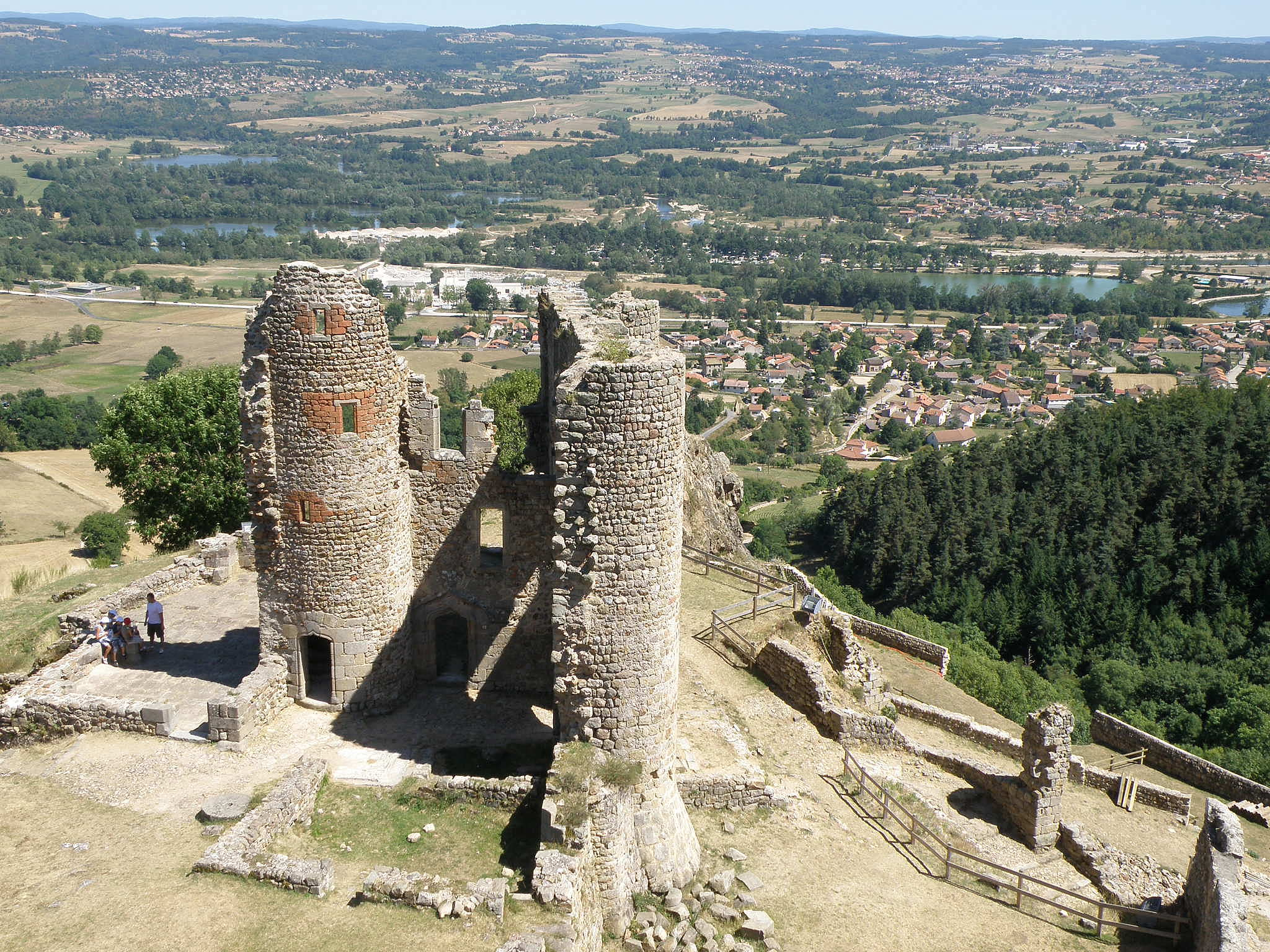
ロシュバロン城
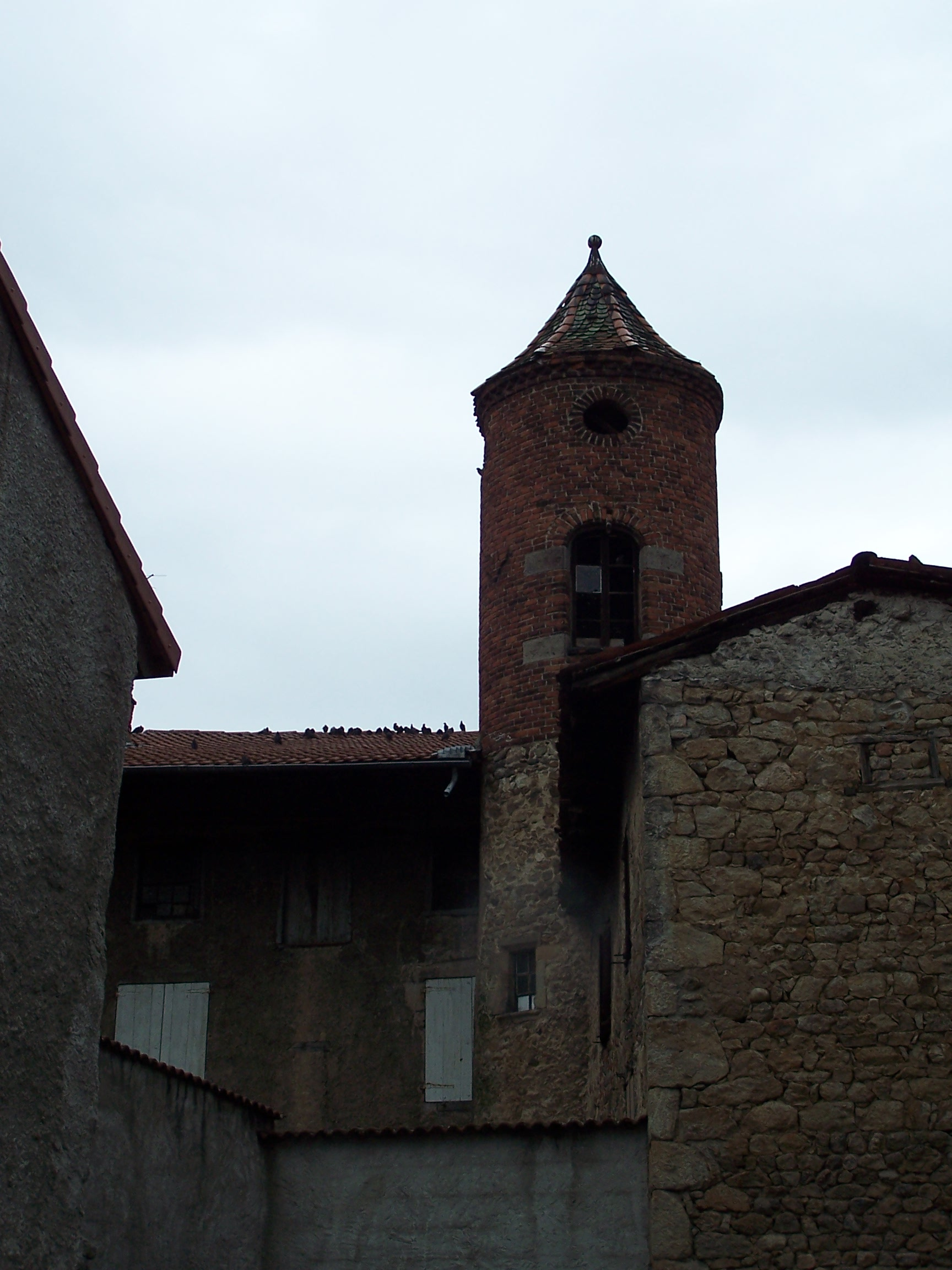
レンガ造りの塔
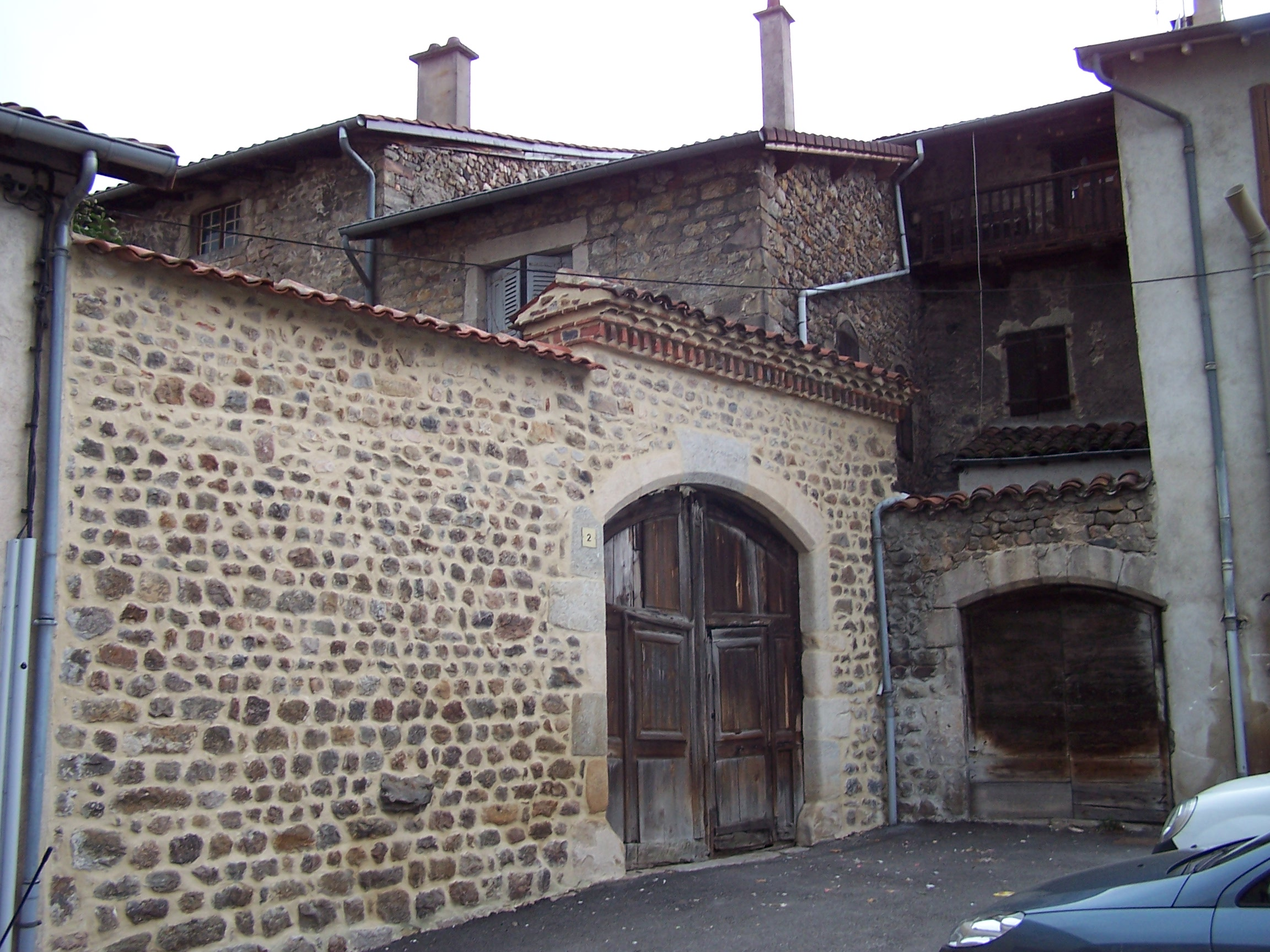
門
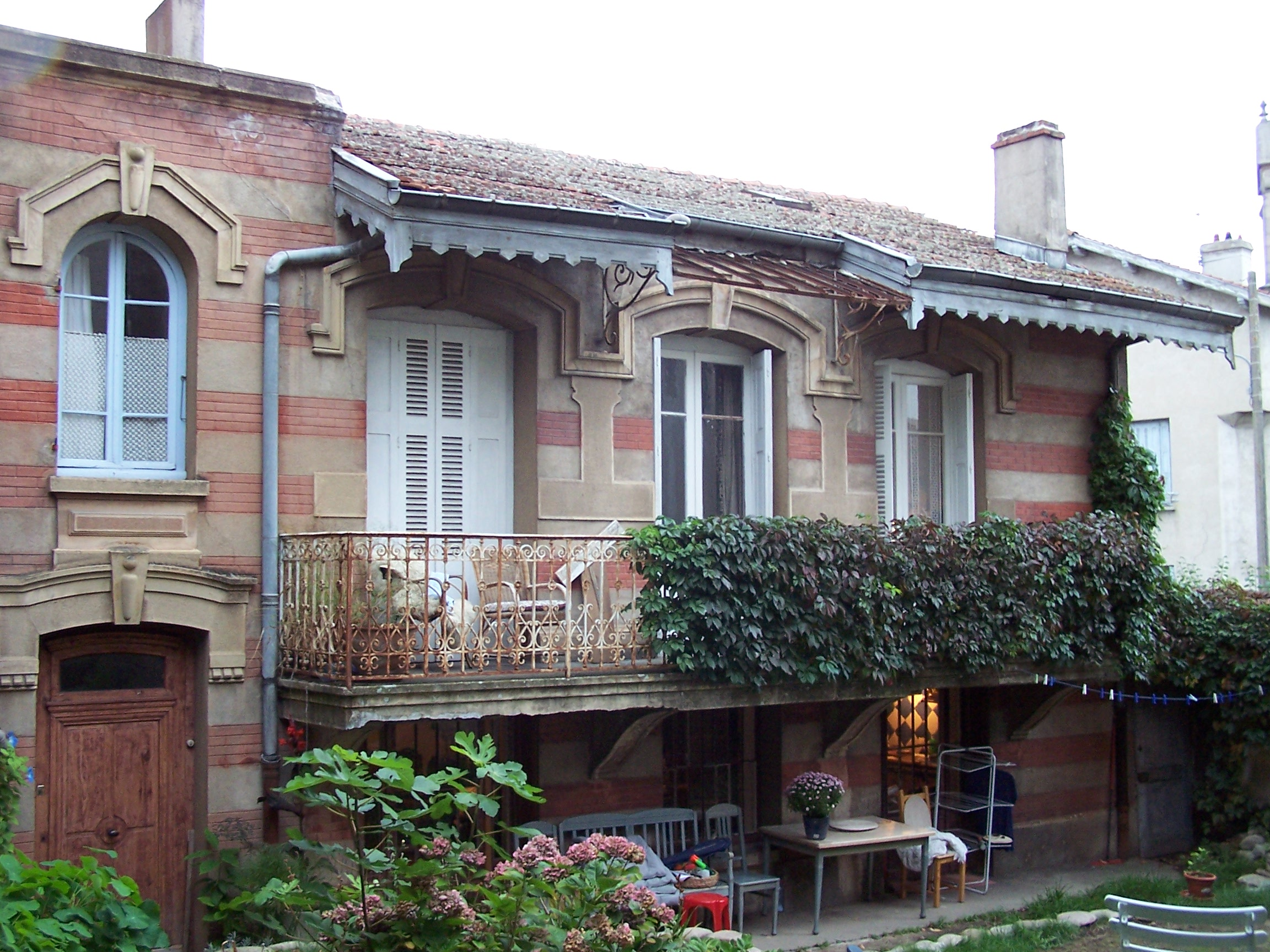
メゾン・ジラール
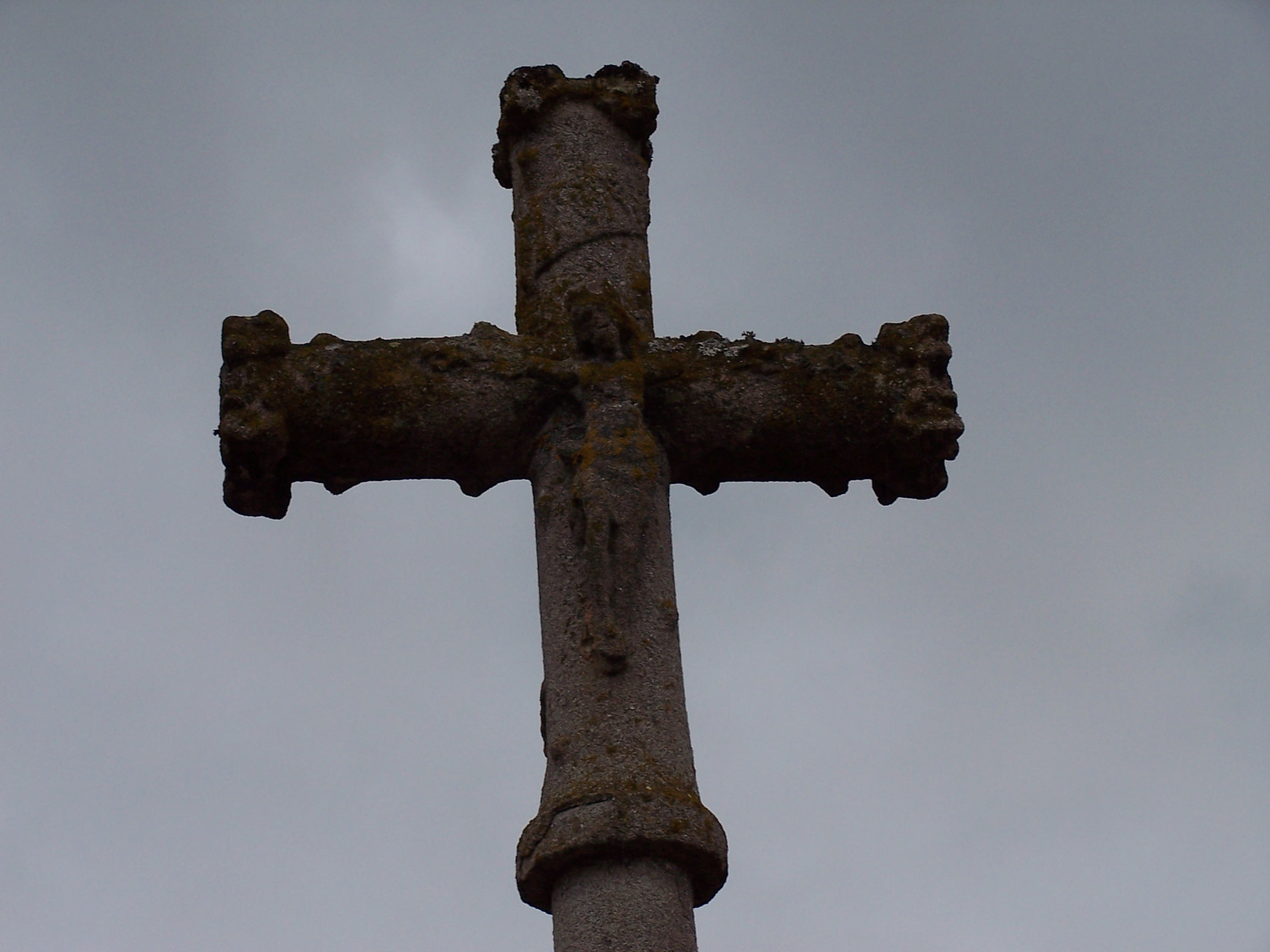
十字架

## 姉妹都市
- ファブロ、イタリア